# Yannick Nyanga
Pour les articles homonymes, voir Nyanga.

a Compétitions nationales et continentales officielles uniquement.

b Matchs officiels uniquement.
Dernière mise à jour le 26 mai 2018.
Yannick Nyanga Kabasele, né le 19 décembre 1983 à Kinshasa (Zaïre), est un joueur de rugby à XV et à sept français. Il évolue au poste de troisième ligne aile en équipe de France et au sein des effectifs de l'AS Béziers (de 2002 à 2005), du Stade toulousain, où il passe l'essentiel de sa carrière, de 2005 à 2015, et du Racing 92, où il termine sa carrière de joueur en 2018.
Il participe à deux coupes du monde, en 2007 et 2015, et gagne le Tournoi des Six Nations 2006 avec l'équipe de France. En club, il est quatre fois champion de France (trois fois avec Toulouse, une fois avec le Racing 92) et remporte la coupe d'Europe avec le Stade toulousain en 2010.

## Biographie

### En club
Formé à l'école de rugby du Rugby olympique agathois à Agde dans l'Hérault, il commence sa carrière professionnelle à Béziers. A 21 ans, il est déjà capitaine d'une équipe qui joue alors les phases finales du championnat de France.

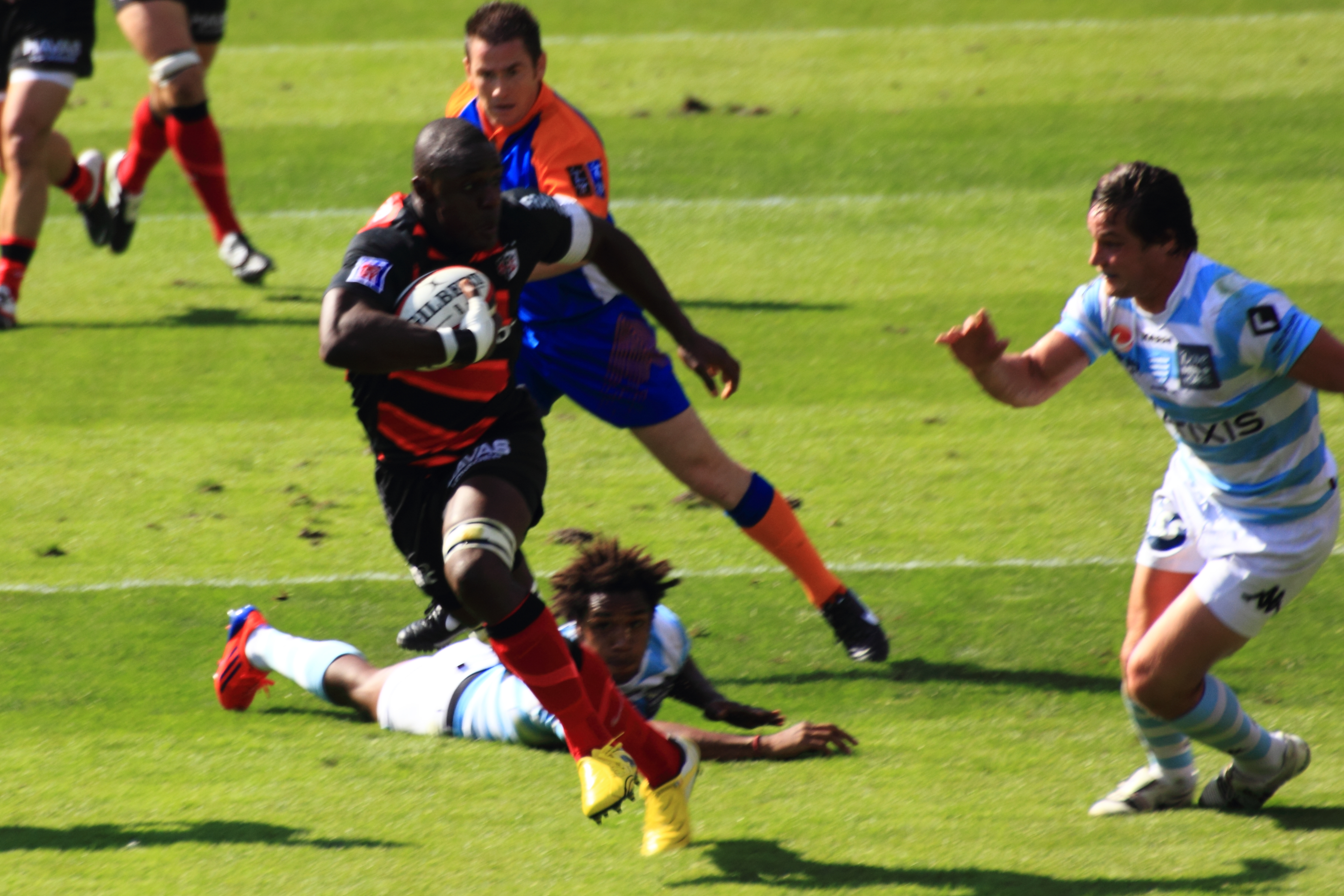
Yannick Nyanga, en 2011, face à Henry Chavancy.

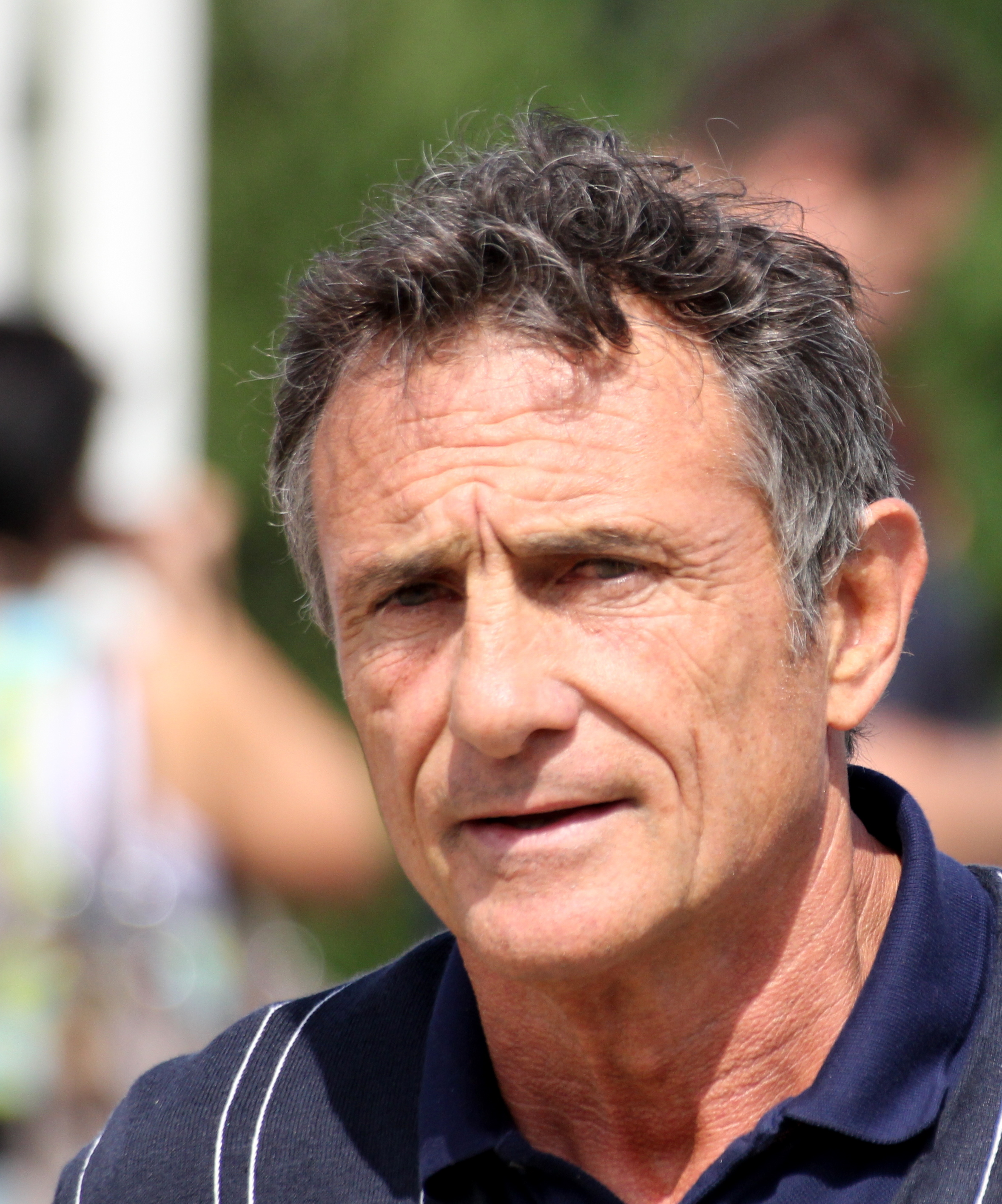
Guy Novès, ici en 2011, est le manager de Yannick Nyanga au Stade toulousain de 2005 à 2015.

Depuis 2005, il fait partie du Stade toulousain. Il remporte le tournoi des 6 nations en 2006 avec le XV de France, puis dispute la coupe du monde 2007 avec l'équipe de France. Lors de la saison 2008-2009, il participe à 32 matchs, dont tous ceux que le club disputera en H-cup. En octobre 2009, il se blesse gravement au genou lors d'un match de poule de la H-Cup opposant les Harlequins au Stade toulousain. Il effectue son retour en juillet 2010 en match de préparation contre le Stade rochelais après 9 mois d'absence. En quart de finale de H-Cup, en avril 2011, il inscrit un essai en contre face au Biarritz olympique dans les derniers instants des prolongations; cet essai assure la qualification du Stade toulousain.
Non-retenu pour la coupe du monde 2011, il est capitaine du Stade Toulousain pour certains matchs de début de saison. À la suite de ses bonnes performances, il fait partie du premier groupe de 30 joueurs retenus par le staff de l'équipe de France pour le tournoi des Six Nations 2012. Après 5 ans sans porter le maillot tricolore il est sélectionné pour les test-matchs du mois de novembre 2012.
Parti au Racing 92, où évolue son ami Dimitri Szarzewski, il est une nouvelle fois champion de France en 2016.
Le 12 mai 2018, à l'issue de la finale de Coupe d'Europe perdue avec le Racing 92 face au Leinster, il annonce mettre un terme à sa carrière de rugbyman à la fin de la saison en cours.

### En équipe nationale
Après avoir porté le maillot de l'équipe de France des moins de 18 ans, des moins de 19 ans (finaliste de la Coupe du Monde de la catégorie en 2001) et celle des moins de 21 ans (5e de la Coupe du Monde en 2003)[réf. nécessaire], il a honoré sa première cape internationale en équipe de France le 3 juillet 2004 contre l'équipe des États-Unis (victoire 39-31).
Il a participé aux tournées aux États-Unis et au Canada en 2004 puis en Afrique du Sud et en Australie en 2005. Entre-temps, il s'est installé sur l'aile de la 3e ligne Française, durant le Tournoi des Six Nations 2005. Il prolonge son statut de titulaire jusqu'à la fin du Tournoi 2006, que la France remporte.
Après un an d'absence sur la scène internationale, il est sélectionné pour la Coupe du Monde, en France. Il joue trois matchs de poule et celui pour la 3e place, perdu contre les Argentins.
Yannick Nyanga retrouve l'équipe de France le 10 novembre 2012 face à l'Australie (victoire 33-6) après plus de 5 ans d'absence signant une belle prestation. Cette sélection couronne le retour au plus haut niveau de ce joueur infatigable, gratteur dans les rucks, dynamique et habile ballon en main. Le grand oublié de l'ère Lièvremont, qui a vécu une douloureuse blessure au genou en 2009, n'a pu retenir ses émotions pendant les hymnes, pleurant de chaudes larmes, souvenir de ses années de galère et de sa fierté de porter à nouveau le maillot des Bleus.
Il est alors régulièrement convoqué par Philippe Saint-André. Face à l'Angleterre lors du Tournoi des Six Nations 2014, il signe l'un de ses matches les plus aboutis en équipe de France. Il est notamment impliqué dans les trois essais français dont le 2e d'Huget qui part d'un turnover : il permet par un plaquage offensif de récupérer la balle avant de fixer la défense et écarter le ballon vers Mathieu Bastareaud qui combine ensuite avec la ligne de trois quarts,.
En mai 2015, il fait partie de la liste des 36 joueurs convoqués pour le stage préparatoire à la coupe du monde de rugby 2015 et participe en tant que titulaire au 1er match de préparation face à l'Angleterre en aout 2015. Il est titulaire lors du 2e match de poule face à la Roumanie et marque un essai. Il entre en fin de match face au Canada lors du 3e match de poule en remplacement de Bernard le Roux. Il est également remplaçant lors de la déroute de l'équipe de France en quart de finale face à la Nouvelle-Zélande (62-13) et prend la place à la 48e minute de jeu de Pascal Papé. Ironiquement, ils jouent tous deux à cette occasion le dernier match de leurs carrières internationales.

### Avec les Barbarians

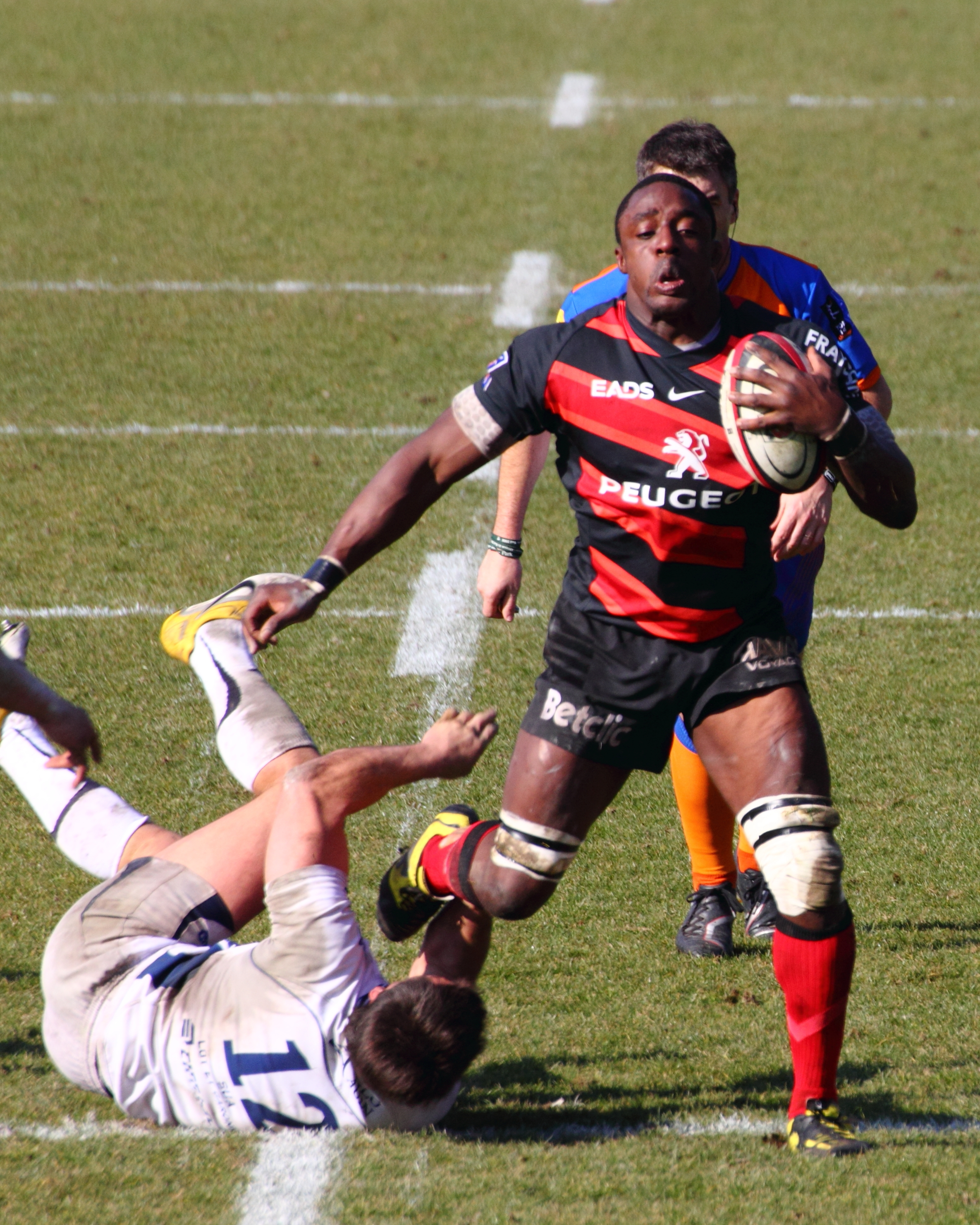
Yannick Nyanga, en 2012, face au SU Agen.

En mars 2009, il est invité avec les Barbarians français pour jouer un match contre le XV du président, sélection de joueurs étrangers évoluant en France, au Stade Ernest-Wallon à Toulouse. Les Baa-Baas s'inclinent 26 à 33.
En juin 2009, il participe à la tournée des Barbarians français en Argentine pour affronter le Rosario Invitación XV puis les Pumas,. Les Baa-Baas l'emportent 54 à 30 contre Rosario puis s'inclinent 32 à 18 contre l'Argentine à Buenos Aires.

### Reconversion
En 2018, il choisit de mettre un terme à sa carrière de joueur et est nommé directeur sportif du Racing 92. Jacky Lorenzetti, président du club, annonce qu'il aura un rôle transversal entre le sportif, sous l'autorité du duo d'entraîneurs Laurent Labit-Laurent Travers, le recrutement, la communication et l'intendance.
Il devient également consultant pour RMC et RMC Sport à partir de la rentrée 2018.
En 2018, il crée avec son coéquipier du Racing 92 Marc Andreu un jeu français de fantasy rugby sur le Top 14 appelé Mes Petits Potos.
Il est consultant pour TF1 lors de la Coupe du monde de rugby 2019, diffusée en intégralité sur les chaînes TF1 et TMC. Il participe au Mag de la coupe du monde présenté par Denis Brogniart.
Lors de la rentrée 2019, il s'inscrit à la formation de manager général de club sportif dispensée par le Centre de droit et d'économie du sport de Limoges.
En 2022, il change de fonction au sein du Racing 92 pour devenir entraîneur des espoirs du club. Il quitte finalement le club en juillet 2024.
En 2023, il est consultant pour France Télévisions. En remplacement de Benjamin Kayser, il commente, en binôme avec Jean Abeilhou, un match par week-end du Tournoi des Six Nations sur France 2 et intervient dans Stade 2 sur France 3.
Il est consultant pour TF1 lors de la Coupe du monde de rugby 2023 organisée en France et dont TF1, M6 et France Télévisions se partagent les droits de diffusion. Il participe au Mag de la coupe du monde présenté par Isabelle Ithurburu.
En février 2025, il est intervenant au niveau du secteur défensif au Rouen Normandie Rugby puis en juin 2025 entraîneur chargé des avants et de la défense avec un contrat pour 2 saisons.

## Palmarès

### En club
- Coupe d’Europe :
  - Vainqueur (1) : 2010

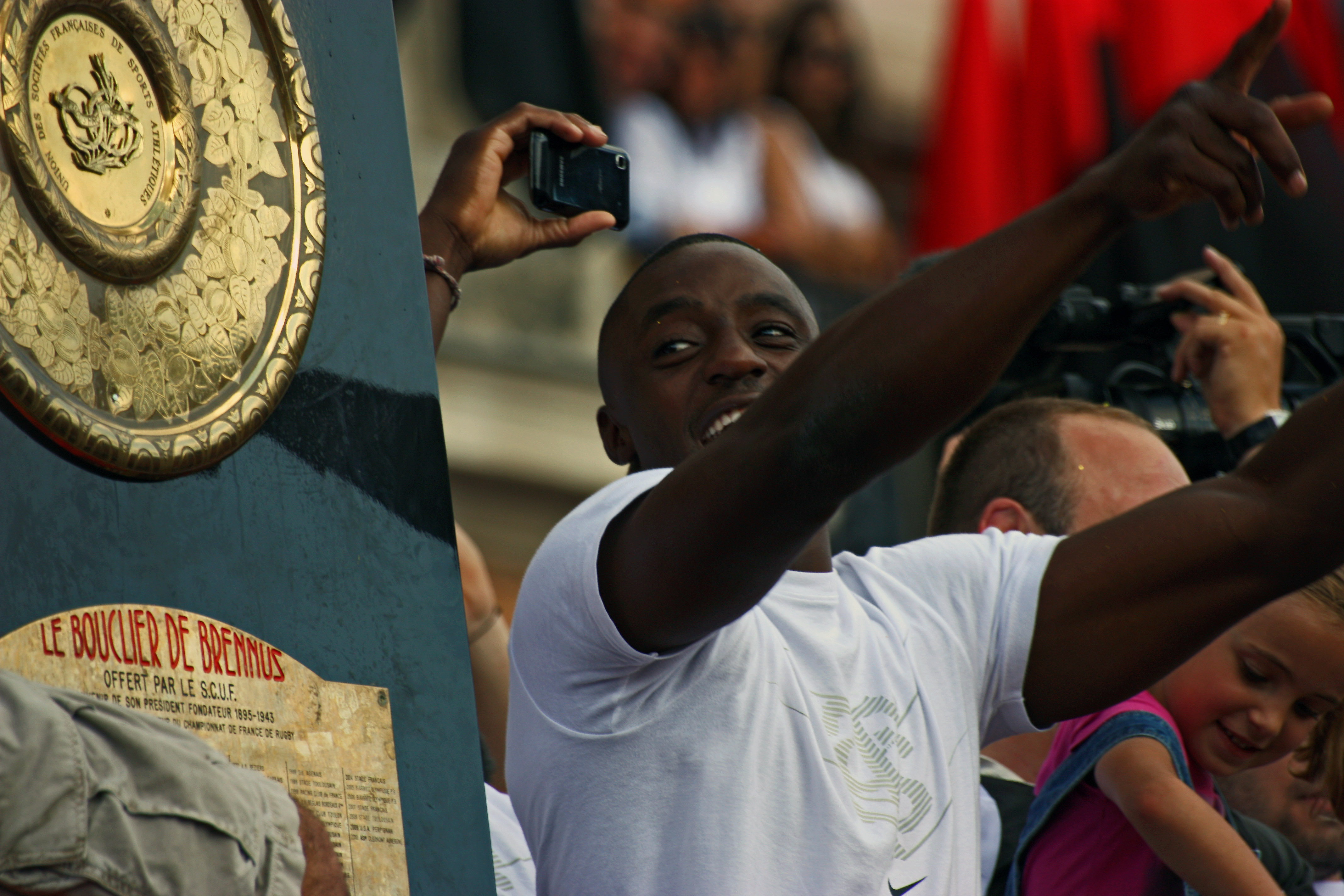
Yannick Nyanga, en 2011, avec le Bouclier de Brennus, place du Capitole.

  - Finaliste (3) : 2008 avec le Stade Toulousain, 2016 et 2018 avec le Racing 92
- Top 14 :
  - Champion (4) : 2008, 2011 et 2012 avec le Stade Toulousain et 2016  avec le Racing 92
  - Finaliste (1) : 2006 avec le Stade Toulousain
- Championnat de France Crabos :
  - Champion (1) : 2000 (avec Béziers)
- Champion du monde de rugby à sept universitaire

### En équipe nationale
- 46 sélections
- 6 essais
- Vainqueur du tournoi des six nations : 2006

### Distinctions personnelles
- Oscars du Midi olympique :  Oscar de Bronze 2018[24]

## Statistiques en équipe nationale
- 46 sélections en équipe de France depuis 2004 : 2 en 2004, 12 en 2005, 5 en 2006, 6 en 2007, 3 en 2012, 6 en 2013, 6 en 2014 et 6 en 2015.
- 6 essais (30 points)
- Équipe de France -19 ans : Finaliste de la Coupe du Monde en 2002
- Équipe de France -21 ans : participation au Championnat du monde de rugby à XV des moins de 21 ans 2003 en Angleterre et 2004 en Écosse

### Tournoi des Six Nations
- Tournois des Six Nations disputés : 2005, 2006, 2013 et 2014

| Édition          | Rang | Résultats France | Résultats Nyanga | Matchs Nyanga |
| ---------------- | ---- | ---------------- | ---------------- | ------------- |
| Six Nations 2005 | 2    | 4 v, 0 n, 1 d    | 4 v, 0 n, 1 d    | 5/5           |
| Six Nations 2006 | 1    | 4 v, 0 n, 1 d    | 4 v, 0 n, 1 d    | 5/5           |
| Six Nations 2013 | 6    | 1 v, 1 n, 3 d    | 1 v, 1 n, 1 d    | 3/5           |
| Six Nations 2014 | 4    | 3 v, 0 n, 2 d    | 2 v, 0 n, 1 d    | 3/5           |

Légende : v = victoire ; n = match nul ; d = défaite ; la ligne est en gras quand il y a Grand Chelem.

### Coupe du monde
- En Coupe du monde :
  - 2007 : (Namibie, Irlande, Géorgie, Argentine)
  - 2015 : (Roumanie, Canada, Nouvelle-Zélande)

| Édition         | Rang               | Résultats France | Résultats Nyanga | Matchs Nyanga |
| --------------- | ------------------ | ---------------- | ---------------- | ------------- |
| France 2007     | Quatrième          | 4 v, 0 n, 3 d    | 3 v, 0 n, 1 d    | 4/7           |
| Angleterre 2015 | Quart-de-finaliste | 4 v, 0 n, 3 d    | 2 v, 0 n, 1 d    | 3/7           |

Légende : v = victoire ; n = match nul ; d = défaite.

## Style de jeu

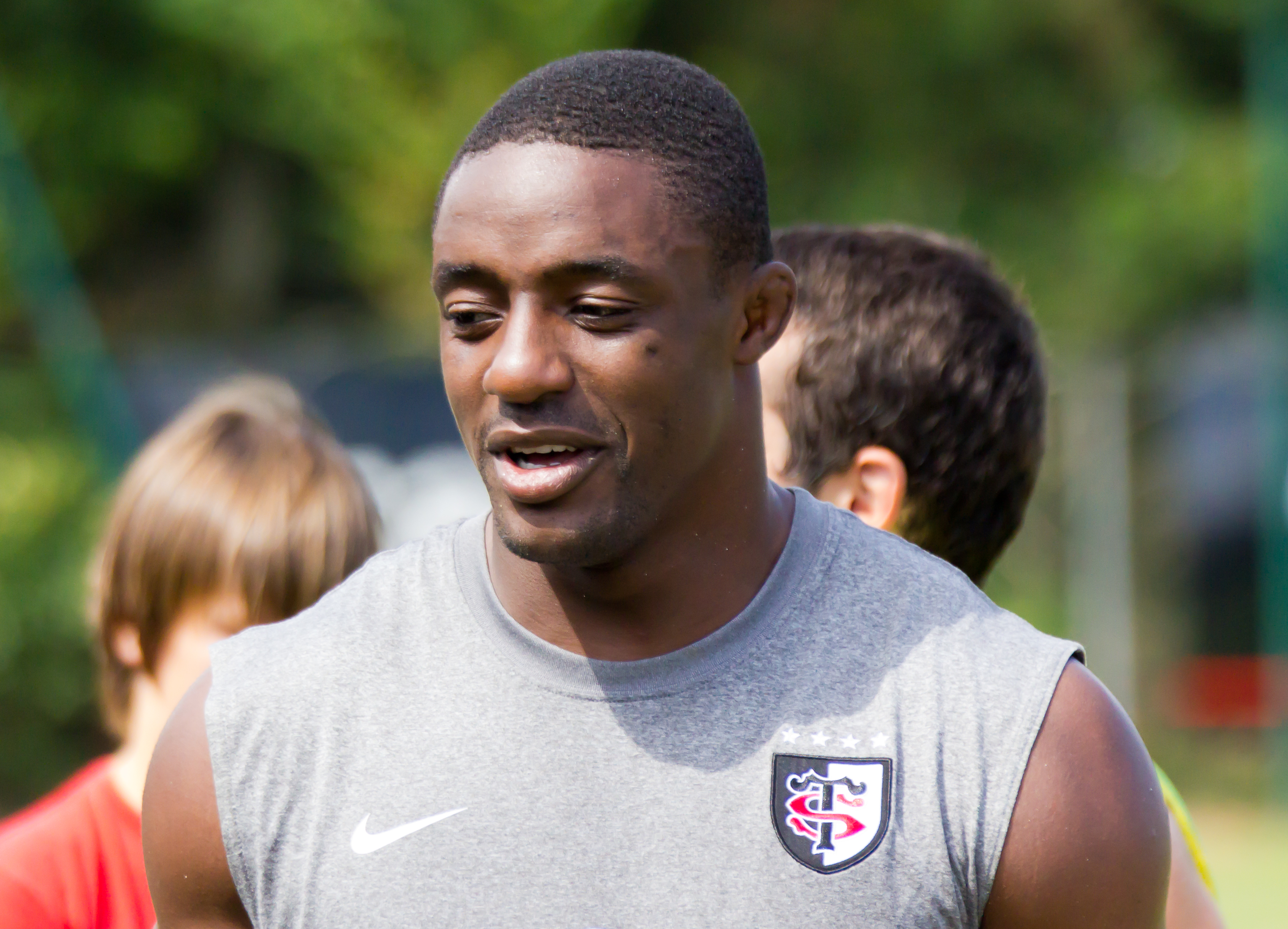
Yannick Nyanga, en 2011, à l'entraînement sous les couleurs toulousaines.

Le site officiel du stade toulousain le décrit comme « véloce et agile, ce joueur d'origine congolaise est de surcroît un formidable plaqueur et un redoutable "gratteur" de ballons ».

## Autres activités
Il apparaît dans la publicité du jeu Crysis 3 en représentant Prophet, le héros de la série.
En 2013, il fonde — en partenariat avec Dimitri Szarzewski — l'association RugbyMax qui propose des stages de rugby de perfectionnement pouvant accueillir des jeunes joueurs et joueuses âgés de 8 à 16 ans « afin de les faire progresser et de leur inculquer les valeurs essentielles du rugby ».